# Gemaal Johan Veurink

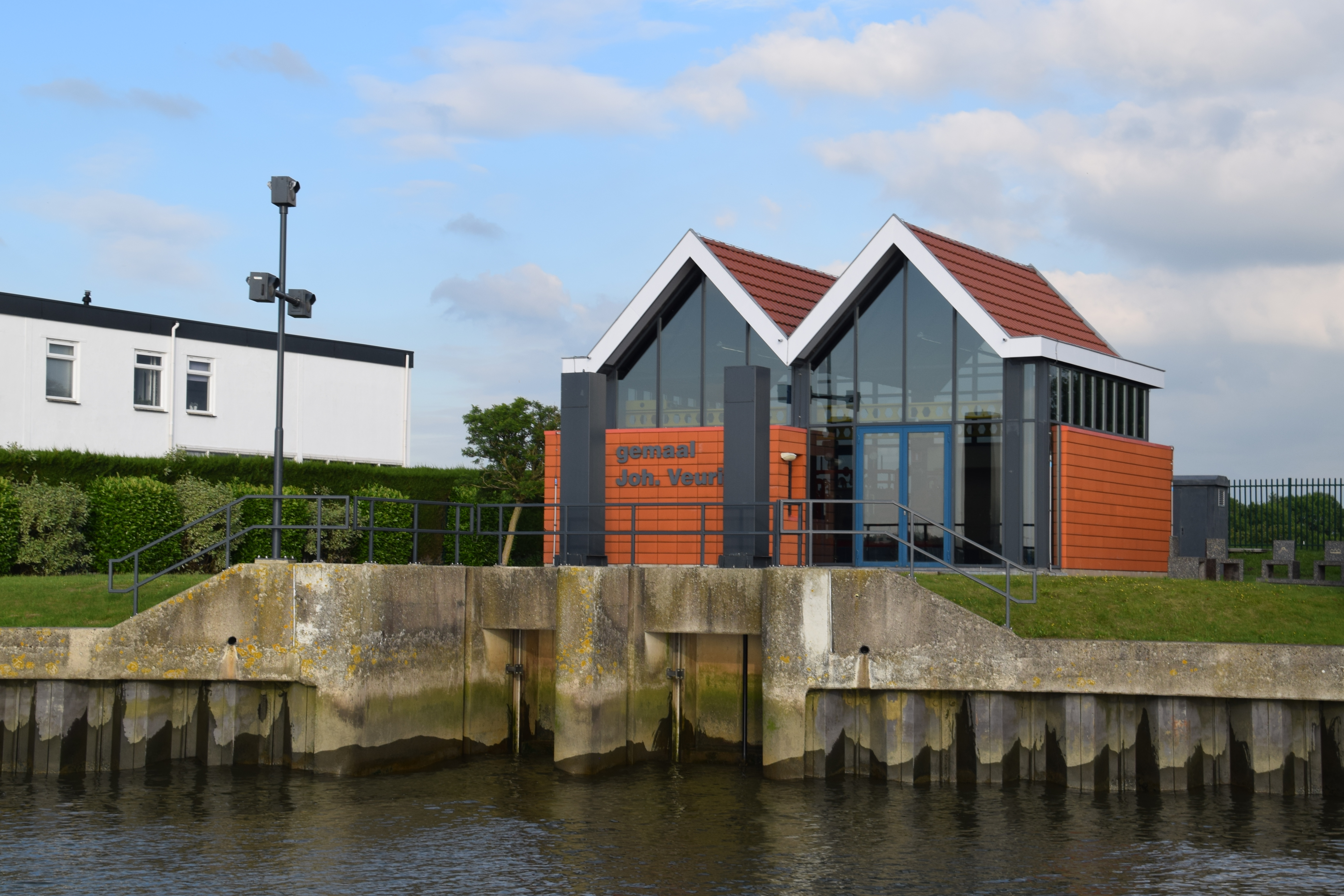
Het gemaal Joh. Veurink

Gemaal Johan Veurink is een elektrisch gemaal bij Krimpen aan den IJssel in de Nederlandse provincie Zuid-Holland. Het gemaal bevindt zich in de buurtschap Boveneind en is een van de drie hoofdgemalen in de Krimpenerwaard. De andere zijn Gemaal Verdoold en het Gemaal De Krimpenerwaard.

## Geschiedenis
Het gemaal is sinds 2003 werkzaam en pompt water vanuit het westelijk deel van de Krimpenerwaard in de Hollandse IJssel. Sinds 2013 zorgt het ook voor de bemaling van de polder Kromme, Geer en Zijde. Het is de vervanger van het gemaal Reinier Blok. Deze vervanging was nodig omdat het waterpeil in de polder te ver gezakt was. Het water wordt via persleidingen vanuit binnendijkse pompen naar een buitendijks uitstroomhoofd getransporteerd. Het gemaal is vernoemd naar Johan Veurink, de laatste dijkgraaf van de Krimpenerwaard.